# Neoconocephalus gracilipes
Neoconocephalus gracilipes is een rechtvleugelig insect uit de familie sabelsprinkhanen (Tettigoniidae). De wetenschappelijke naam van deze soort is voor het eerst geldig gepubliceerd in 1884 door Bolívar.